# Sociopatia
La sociopatia és un terme no oficial que sovint s’utilitza per referir-se a persones amb trastorn de la personalitat (TPA), una malaltia psicològica caracteritzada per una manca persistent de l’empatia, els remordiments i respecte per les normes socials establertes. Tot i que el terme "sociopatia" no apareix com a diagnòstic oficial al DSM-5-TR, s'utilitza per descriure individus que mostren un patró persistent de comportament antisocial, impulsivitat, irritabilitat i manca de remordiments. Aquesta condició pot tenir un impacte significatiu en les relacions interpersonals i en la capacitat de l'individu per adaptar-se a les normes socials.

## Etimologia
El terme "sociopatia" prové del llatí socius (‘company’, ‘societat’) i del grec pathos (‘patiment’, ‘malaltia’). Va ser introduït per primera vegada pel psicòleg George E. Partridge l’any 1930, amb la voluntat de remarcar el paper de l’entorn social i cultural en el desenvolupament de comportaments antisocials. Aquest terme es va proposar com a alternativa a “psicopatia”, que posava més èmfasi en les causes biològiques o heretades.

## Característiques generals

### Comportament antisocial
Un dels trets més distintius de la sociopatia és la tendència al comportament antisocial. Les persones sociòpates actuen habitualment sense tenir en compte les normes establertes, les lleis o les conseqüències dels seus actes. Aquest comportament pot manifestar-se mitjançant delictes, agressions físiques o verbals, violacions de regles, o altres accions que afecten negativament els altres. La impulsivitat és un factor clau: actuen de manera precipitada i sense planificació, guiats per les seves pròpies necessitats o desitjos immediats.

### Dificultat per establir vincles estables
Malgrat que poden mantenir relacions, aquestes solen ser superficials, conflictives i de curta durada. Els sociòpates poden mostrar una empatia aparent, però aquesta és sovint limitada o selectiva, i no implica una connexió emocional profunda ni una comprensió real del dolor o de les emocions dels altres. A més, mostren una manca de remordiments pels danys que poden causar, o bé els justifiquen amb excuses o racionalitzacions.

### Manipulació i engany
La manipulació és una altra característica comuna. Els sociòpates poden utilitzar l’engany per obtenir el que volen, ja sigui poder, diners, o influència. A diferència dels psicòpates, però, la seva manipulació és menys planificada i refinada. Sovint actuen de manera desorganitzada i emocionalment reactiva, sense un pla estratègic a llarg termini. Aquesta manca de control pot fer que siguin més detectables i imprevisibles en les seves accions.

## Exageració i mitificació popular
La percepció social de la sociopatia sovint està fortament influïda per representacions mediàtiques sensacionalistes que contribueixen a una visió distorsionada i estigmatitzadora del trastorn. Aquest fenomen ha creat una imatge mitificada del sociòpata, que sovint no es correspon amb la realitat clínica ni amb la diversitat de casos reals.

### Representació als mitjans
En pel·lícules, sèries i novel·les, els sociòpates són habitualment retratats com a figures extremadament perilloses, fredes i calculadores, de vegades com a assassins en sèrie, psicòpates sense cap rastre d'humanitat ni empatia. Aquestes representacions, encara que dramàticament efectives, tendeixen a exagerar els trets més extrems i a confondre la sociopatia amb altres trastorns, com la psicopatia o el trastorn narcisista de la personalitat.
Aquestes caracteritzacions extremes poden captivar el públic, però tenen conseqüències reals: fomenten la por, el rebuig i la incomprensió envers les persones amb aquest tipus de trastorn, presentant-les com a "monstres" més que com a individus amb dificultats emocionals i relacionals que poden, en molts casos, beneficiar-se de suport terapèutic.

### Conseqüències socials del mite
La mitificació de la sociopatia té un impacte directe en com la societat entén i respon a aquest trastorn. En primer lloc, pot dificultar el diagnòstic, ja que tant professionals com familiars o individus afectats poden no reconèixer els símptomes si aquests no encaixen amb l’estereotip popular. A més, pot generar resistència a buscar ajuda, per por de ser etiquetats negativament o malentesos.
Moltes persones amb trets sociopàtics no cometen delictes ni són violents; poden experimentar conflictes interpersonals, manca d’empatia o dificultats per mantenir relacions estables, però aquestes dificultats poden abordar-se des d’una perspectiva terapèutica i amb suport adequat.
Aquesta visió distorsionada també perpetua la idea que els trastorns de personalitat són "irrecuperables" o intrínsecament perillosos, la qual cosa desincentiva la investigació, l’empatia i la creació de recursos terapèutics adaptats.

## Característiques clíniques de la sociopatia
Tot i que popularment es fa servir el terme sociopatia, aquest no apareix com a diagnòstic oficial en els manuals clínics actuals. En l'àmbit mèdic i psicològic, es considera una forma de manifestació del trastorn de la personalitat antisocial (TPA), tal com es descriu al DSM-5-TR (Manual Diagnòstic i Estadístic dels Trastorns Mentals, 5a edició).

### Diagnòstic
Segons el DSM-5-TR, el trastorn de la personalitat antisocial es diagnostica a partir d’un patró persistent de menyspreu i violació dels drets dels altres. Els criteris inclouen:
- Conducta antisocial continuada des de l’adolescència (amb evidència d’alteracions conductuals abans dels 15 anys, com robatoris, agressivitat o desafiament greu de normes).

- Mentides freqüents i ús de l’engany per obtenir beneficis o plaer.
- Manipulació interpersonal, sovint exercida sense culpa ni empatia.
- Impulsivitat i dificultats per planificar a llarg termini.
- Irritabilitat i agressivitat, sovint manifestades en baralles físiques o agressions.
- Irresponsabilitat crònica, per exemple, en l’àmbit laboral o econòmic.
- Manca de remordiments o justificació dels danys causats als altres.

Aquests trets han de persistir en l’edat adulta i no poden ser explicats exclusivament per un trastorn psicòtic o per l’ús de substàncies. Cal tenir en compte que el diagnòstic s'ha de fer amb molta prudència i per part de professionals qualificats.

### Comorbiditats
És comú que les persones amb trets sociopàtics presentin altres trastorns associats, la qual cosa pot complicar el diagnòstic i el tractament. Algunes comorbiditats freqüents inclouen:
- Trastorns per ús de substàncies, especialment alcohol i drogues estimulants, que poden potenciar la impulsivitat i l’agressivitat.
- Trastorns de l’estat d’ànim, com la depressió major o els trastorns bipolars, que poden coexistir amb la conducta antisocial.
- Trastorn límit de la personalitat (TLP), amb qui comparteix trets com la impulsivitat, la inestabilitat emocional i les relacions conflictives.
- Trastorn narcisista de la personalitat, especialment quan el comportament antisocial està lligat a una necessitat d’admiració o grandiositat.

Aquestes comorbiditats poden influir en el curs clínic, la resposta al tractament i el pronòstic general. En alguns casos, el comportament antisocial pot ser una manifestació secundària d’un altre trastorn subjacent.

## Possibles causes que donen origen a la sociopatia

### Factors genètics i neurobiològics
Diversos estudis suggereixen que la sociopatia pot tenir una base genètica. Per exemple, s’ha identificat una relació entre el gen MAOA, conegut com el "gen guerrer", i comportaments agressius en nens maltractats. A més, anomalies en l’activitat de l’amígdala i el còrtex prefrontal poden afectar la regulació emocional i la presa de decisions.
A nivell neurobiològic, un estudi destacat dut a terme per la Universitat de Wisconsin (Motzkin et al., 2011) va demostrar, mitjançant tècniques de neuroimatge funcional (fMRI), que els individus amb trets psicopàtics mostren una connectivitat reduïda entre el còrtex prefrontal ventromedial (vmPFC) i l’amígdala. Aquest circuit cerebral és fonamental per al processament emocional, la presa de decisions morals i l’empatia. Aquesta disfunció podria estar relacionada també amb comportaments propis de la sociopatia, especialment en casos amb base biològica.
Aquestes troballes recolzen la hipòtesi que certes anomalies estructurals i funcionals en el cervell poden predisposar un individu a desenvolupar conductes antisocials, especialment quan es combinen amb factors ambientals adversos.

### Factors ambientals
L’entorn familiar i social durant la infància juga un paper crucial. Experiències com l’abús físic o emocional, la negligència o la manca d’afecte poden contribuir al desenvolupament de trets sociopàtics. A més, créixer en entorns amb violència o criminalitat pot normalitzar comportaments antisocials.

### Factors psicològics i de personalitat
Algunes característiques personals, com la baixa empatia, l’impulsivitat i la manca de remordiment, poden predisposar a la sociopatia. Aquests trets sovint es manifesten des de la infància i poden intensificar-se amb el temps si no es tracten adequadament.

## Neurologia i sociopatia
Els avenços en neurociència han permès aprofundir en la comprensió biològica de la sociopatia, revelant diferències estructurals i funcionals en el cervell de les persones que presenten trets del trastorn de la personalitat antisocial. Aquestes troballes ajuden a explicar algunes de les característiques clíniques del trastorn i reforcen la idea que el comportament sociopàtic té una base neurobiològica parcial, tot i que també està influït per factors ambientals i socials.

### Diferències cerebrals
Diversos estudis de neuroimatge (especialment amb ressonància magnètica funcional i estructural) han identificat diferències notables en el cervell de persones amb trets sociopàtics. En particular, s’ha observat:
- Reducció de la matèria grisa al còrtex prefrontal, una àrea clau per al control d’impulsos, la planificació, la presa de decisions ètiques i el comportament social.
- Disfunció o disminució d’activitat a l’amígdala, una estructura implicada en el processament de les emocions, especialment la por, la culpa i l’empatia.
- Alteracions en les connexions entre l’amígdala i el còrtex prefrontal, que podrien dificultar la integració emocional i cognitiva, clau per a una conducta moralment regulada.[7]

### Regulació emocional alterada
Les alteracions neurològiques mencionades poden contribuir a explicar les dificultats típiques associades a la sociopatia:
- Manca d’empatia emocional: la disfunció de l’amígdala podria dificultar el reconeixement i la resposta emocional davant el sofriment dels altres.
- Impulsivitat i agressivitat: la reducció de matèria grisa al còrtex prefrontal afecta la capacitat de regulació del comportament i la inhibició de respostes impulsives.
- Manca de remordiment: sense una activació normal de les àrees responsables del judici moral i la reflexió emocional, les accions perjudicials poden no generar sentiments de culpa o responsabilitat.

Aquest perfil cerebral no implica que totes les persones amb aquestes característiques acabin desenvolupant conductes antisocials. La interacció amb l’entorn, incloent-hi l’educació, les experiències de trauma o abús, i la socialització, juga un paper fonamental en la manifestació del trastorn.

## Sociopatia en la història

### Figures històriques amb trets sociopatics
Al llarg dels segles, diverses figures històriques han exhibit comportaments que, des d’una perspectiva actual, podrien associar-se a trets sociopàtics: manca de remordiment, ús sistemàtic de la manipulació, impulsivitat, fredor emocional i violència instrumental per assolir poder o objectius personals. Tot i això, cal remarcar que aplicar criteris diagnòstics contemporanis a personatges del passat és altament especulatiu i metodològicament qüestionable.
Els diagnòstics retrospectius no poden considerar el context cultural, social i psicològic complet, ni disposen de fonts clíniques directes. A més, la personalitat d’una figura històrica sovint està filtrada per interpretacions ideològiques, documents incomplets o biografies esbiaixades.

### Figures històriques amb trets sociopàtics debatuts
Algunes de les figures que sovint apareixen en discussions sobre comportament sociopàtic, sempre des d’una perspectiva hipotètica, són:
- Calígula, emperador romà, va ser conegut per la seva conducta erràtica, actes de crueltat gratuïta i manca d’empatia aparent. La seva figura combina poder absolut, desequilibri emocional i impulsivitat extrema, factors que alguns interpreten com indicadors d’un possible trastorn de personalitat.
- Ivan el Terrible, tsar de Rússia, va instaurar un règim basat en el terror sistemàtic, la repressió violenta i la desconfiança paranoide. Les seves accions, especialment contra la seva pròpia noblesa i família, reflecteixen una utilització instrumental de la violència i una notable fredor emocional.
- Adolf Hitler, líder del règim nazi, ha estat objecte de nombroses anàlisis psicològiques. Tot i que no es pot afirmar amb certesa que patís un trastorn específic, sí que hi ha consens sobre el seu caràcter manipulador, la seva manca d’empatia envers milions de víctimes i la seva rigidesa emocional. El seu cas il·lustra com trets associats a la sociopatia poden manifestar-se a gran escala política i ideològica.[9]

### Perspectives contemporànies
A diferència dels exemples històrics, actualment disposem de testimonis directes que permeten una comprensió més empàtica i matisada del trastorn. Un cas destacat és el de Patric Gagne, autora de Sociopath: A Memoir (2024). Diagnosticada amb trastorn de la personalitat antisocial, Gagne relata la seva experiència vital des de dins: les dificultats per sentir empatia, l’absència de remordiments i la lluita constant per construir relacions humanes sinceres.
El seu testimoni trenca amb l’estereotip del sociòpata com una figura inherentment violenta o destructiva. Al contrari, mostra com el trastorn pot conviure amb la reflexió, l’autoconeixement i l’esforç per viure d’una manera funcional i responsable. El relat de Gagne aporta una visió valuosa per a la divulgació, la comprensió social i la investigació clínica, i representa un pas important cap a la desestigmatització de la sociopatia.

### Testimonis autobiogràfics
Els testimonis en primera persona són una eina poderosa per entendre la sociopatia des de dins. Algunes persones diagnosticades amb trastorn de la personalitat antisocial han compartit les seves vivències per desmuntar mites, trencar estigmes i aportar una visió més humana i matisada d’aquest trastorn. Aquests relats ajuden a diferenciar la realitat clínica dels estereotips sensacionalistes que sovint circulen als mitjans.
Articles com “We’re Diagnosed as Sociopaths” (Psychology Today) o “What It’s Like to Be a Sociopath” (The Atlantic) recullen les veus de persones que expliquen com és viure amb aquest diagnòstic. Molts d’aquests testimonis coincideixen en certs punts: la dificultat per experimentar empatia emocional, una tendència natural a la manipulació o la manca de remordiments, però també la possibilitat d’adaptació i autoregulació. Alguns d’aquests individus relaten com han après a construir relacions funcionals mitjançant estratègies cognitives i suport terapèutic.
Aquestes veus trenquen amb la imatge del sociòpata com una persona incontrolablement perillosa i mostren que, tot i les dificultats, és possible portar una vida relativament estable, productiva i fins i tot ètica des d’un sistema moral propi.

### Representació en la cultura popular
En contraposició als testimonis reals, la representació de la sociopatia en la cultura popular, en llibres, pel·lícules, sèries i notícies, ha estat sovint exagerada, simplificada o directament errònia. Molts personatges etiquetats com a "sociòpates" són retratats com a assassins en sèrie, criminals sàdics o individus completament desconnectats de qualsevol valor moral. Aquesta dramatització pot ser atractiva des d’un punt de vista narratiu, però perpetua la por i la incomprensió.
Exemples típics d’aquesta representació són personatges com Tom Ripley a The Talented Mr. Ripley, Amy Dunne a Gone Girl, o Joe Goldberg a You. Tot i que poden mostrar trets compatibles amb la sociopatia (fredor emocional, manipulació, manca de remordiments), la seva construcció està orientada al suspens i l’impacte dramàtic, no pas a la veracitat clínica.
Aquest tipus de ficció contribueix a l’estigmatització de les persones amb trastorns de personalitat, presentant-les com perilloses o irrecuperables. A més, pot crear expectatives errònies, tant en el públic general com en professionals no especialitzats, dificultant la detecció i el tractament dels casos reals, que sovint no impliquen cap tipus de violència criminal.
Per això, iniciatives que promouen l’educació psicològica i la divulgació de testimonis reals són essencials per corregir aquestes distorsions i promoure una mirada més empàtica, informada i constructiva sobre la sociopatia.